# Заспенский сельсовет
Заспенский сельсовет — административная единица на территории Речицкого района Гомельской области Белоруссии. Административный центр — агрогородок Заспа.

## История
26 сентября 2006 года в состав сельсовета вошла территория упразднённого Свиридовичского сельсовета.
12 августа 2011 года были упразднены посёлки Берёза, Весёлый, Волга, в 2015 году — посёлки Остров и Сокол, 1 декабря 2016 года — посёлки Залесье и Красноселье.

## Руководители
Председатели сельсовета
- Зеленковский Сергей Валентинович
- Филей Павел Николаевич

Управляющие делами
- Бышик Любовь Васильевна
- Павленок Светлана Викторовна

## Состав
Заспенский сельсовет включает 21 населённый пункт:
- Адамовка — деревня.
- Велин — деревня.
- Вишнёвка — посёлок.
- Восток — посёлок.
- Горошков — деревня.
- Гостивель — деревня.
- Заспа — агрогородок.
- Иванище — посёлок.
- Казановка — деревня.
- Калинин — посёлок.
- Красный Мост — деревня.
- Леваши — агрогородок.
- Лобки — посёлок.
- Луначарск — деревня.
- Май — деревня.
- Орёл — посёлок.
- Подровное — посёлок.
- Свиридовичи — деревня.
- Степановка — деревня.
- Ямполь — деревня.
- Яновка — деревня.

Упразднённые населённые пункты:
- Берёза[1] — посёлок

- Весёлый[1] — посёлок
- Волга[1] — посёлок
- Залесье[3] — посёлок
- Красноселье[3] — посёлок
- Остров[2] — посёлок
- Сокол[2] — посёлок